# Sekundærrute 451
De Sekundærrute 451 is een secundaire weg in Denemarken. De weg loopt van Horsens via Odder naar Aarhus. De Sekundærrute 451 loopt door Midden-Jutland en is ongeveer 57 kilometer lang.